# Emre Belözoğlu
Emre Belözoğlu [emre belozoulu] (* 7. září 1980, Istanbul) je turecký fotbalista. Hraje na pozici záložníka. V současnosti působí ve Fenerbahçe Istanbul.

## Fotbalová kariéra
S tureckou reprezentací získal bronzovou medaili na Mistrovství světa roku 2002 a na Mistrovství Evropy 2008. Za národní tým celkem odehrál 90 utkání a vstřelil 9 branek. S Galatasaray Istanbul vyhrál roku 2000 Pohár UEFA a následně i Superpohár UEFA. Ten vyhrál i s Atléticem Madrid roku 2012, finálový zápas byl jeho prvním v dresu Atlética. Je jedním ze dvou Turků, které Pelé roku 2004 zařadil mezi 125 nejlepších žijících fotbalistů.
V sezóně 2012/13 získal s Fenerbahçe turecký pohár. Na konci sezony 2013/14 se s Fenerbahçe radoval ze zisku ligového titulu (pro klub celkově devatenáctého, pro něj druhého s tímto týmem).

### Inter Milán
Byl to rok 2001, který přinesl přestup z tureckého Galatasaray do Interu. V první sezóně se dostal na hřiště ve 14 utkáních Serie A, vždy jako střídající hráč z lavičky.
Po výkonech na MS 2002 si získal důvěru trenéra Héctora Cúpera a v další sezóně nastoupil do 25 zápasů Serie A. Pozornost upoutal v prosincovém zápase na půdě Lazia Řím, kde dvěma brankami ve druhém poločase otočil výsledek z 1:3 na konečných 3:3. V 67. minutě ze 30 metrů přeloboval špatně postaveného gólmana Peruzziho a o devět minut později jej překonal opět.

### Newcastle United
Během letních měsíců roku 2005 přestoupil z Interu do anglického Newcastle United za částku 3,8 milionu liber (£). Turecký reprezentant podepsal kontrakt na pět let.
Zájem o jeho služby podle manažera Newcastlu Graema Sounesse projevil také městský rival Interu, AC Milán.
V říjnovém ligovém utkání proti Sunderlandu se Belözoğlu podílel na vítězství 3:2. Jeho centr z rohového kopu našel hlavu Ameobiho a Newcastle se ocitl ve vedení. Ačkoli do poločasu bylo srovnáno na 2:2, ve druhém poločase strhl Belözoğlu výhru na stranu domácích, a to z přímého kopu v 63. minutě.
V listopadu dal střelou z dvaceti metrů jediný gól zápasu s Birminghamem City, a to v 78. minutě.
Během první sezony v Premier League nastoupil celkově do 20 zápasů, Newcastle nakonec získal sedmou příčku.
V další sezóně odehrál 24 zápasů v anglické lize. V prosinci 2006 zařídil výhru 3:2 v závěru zápasu s Readingem.
V dubnu 2007 na půdě Portsmouthu vstřelil další gól v černobílém dresu, ale Newcastle podlehl 1:2.

### Atlético Madrid
Koncem května 2012 se upsal čerstvému vítězi Evropské ligy, Atléticu Madrid, se kterým podepsal dvouletou smlouvu.
V Madridu jej uvítal další turecký reprezentant Arda Turan. Belözoğlu se natrvalo neprosadil do základní sestavy, nastoupil ale do všech zápasů skupinové fáze Evropské ligy. Během šesti zápasů EL si připsal tři gólové asistence a jeden gól proti Coimbře. Proti Coimbře rozhodl gólem z přímého kopu, přičemž Atlético vyhrálo 2:1.
Na podzim ve španělské La Lize zasáhl do pouhých sedmi zápasů a zkraje roku 2013 se vrátil do Fenerbahçe.

### Turecká angažmá
Po několika sezónách ve Fenerbahçe se v roce 2015 upsal jinému tureckému celku, a to İstanbulu Başakşehir. Počínaje červencem v roce 2019 se opět vrátil do Fenerbahçe.
V půlce června 2020 oznámil, že po sezóně 2019/20 ukončí kariéru.

## Reprezentační kariéra
Belözoğlu poprvé reprezentoval v přátelském zápase proti Norsku v únoru 2000.
V roce 2002 se dostal do nominace na mistrovství světa. Trenér Şenol Güneş jej nasadil do úvodního skupinového zápasu proti Brazílii, které Turecko prohrálo 1:2.
Během dalšího zápasu s Kostarikou otevřel v 55. minutě skóre, ale soupeř nakonec vyrovnal na 1:1. Emre navíc obdržel v závěru žlutou kartu, když strčil do jednoho z členů kostarického trenérského týmu.
Taktéž proti čínské reprezentaci odehrál celé utkání a přispěl k výhře 3:0 a tedy i k postupu do osmifinále. Do osmifinále proti Japonsku kvůli dvěma obdrženým žlutým kartám nemohl zasáhnout, ale vrátil se pro čtvrtfinále se Senegalem, které Turecko zvládlo v prodloužení. Po semifinálové prohře s Brazílií se Turci dočkali bronzové medaile, když porazili Jižní Koreu 3:2.
V roce 2005 kvůli zranění zameškal Konfederační pohár FIFA.
Jako kapitán dovedl Belözoğlu turecké mužstvo na EURO 2020.
Během kvalifikačního utkání s Andorrou v září 2019 odehrál jubilejní stý reprezentační zápas.

## Reference

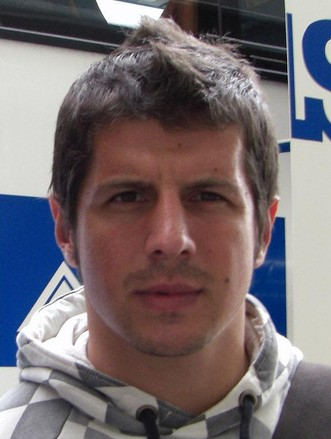
Emre Belözoğlu